# Дзядова-Клода (гмина)
Дзядова-Клода (пол. Dziadowa Kłoda) — сельская гмина (волость) в Польше, входит как административная единица в Олесницкий повет, Нижнесилезское воеводство. Население — 4515 человек (на 2004 год).

## Демография
| Перепись                       | Всего   | Всего | Женщины | Женщины | Мужчины | Мужчины |
| ------------------------------ | ------- | ----- | ------- | ------- | ------- | ------- |
| Единицы                        | человек | %     | человек | %       | человек | %       |
| Население                      | 4515    | 100   | 2237    | 49,5    | 2278    | 50,5    |
| Плотность населения (чел./км²) | 42,9    | 42,9  | 21,3    | 21,3    | 21,7    | 21,7    |

## Соседние гмины
1. Гмина Берутув
2. Гмина Намыслув
3. Гмина Олесница
4. Гмина Пежув
5. Гмина Сыцув
6. Гмина Вилькув